# Едесгег (комуна)
Комуна Едесгег (швед. Ödeshögs kommun) — адміністративно-територіальна одиниця місцевого самоврядування, що розташована в лені Естерйотланд у центральній Швеції. Із заходу омивається водами озера Веттерн.
Едесгег 156-а за величиною території комуна Швеції. Адміністративний центр комуни — місто Едесгег.

## Населення
Населення становить 58 230 чоловік (станом на вересень 2012 року). 
| Кількість населення комуни Едесгег за 1970-2010 роки | Кількість населення комуни Едесгег за 1970-2010 роки | Кількість населення комуни Едесгег за 1970-2010 роки | Кількість населення комуни Едесгег за 1970-2010 роки | Кількість населення комуни Едесгег за 1970-2010 роки |
| ---------------------------------------------------- | ---------------------------------------------------- | ---------------------------------------------------- | ---------------------------------------------------- | ---------------------------------------------------- |
| Рік                                                  |                                                      |                                                      | Населення                                            |                                                      |
| 1970                                                 | 1970                                                 |                                                      | 6 052                                                | 6 052                                                |
| 1975                                                 | 1975                                                 |                                                      | 6 051                                                | 6 051                                                |
| 1980                                                 | 1980                                                 |                                                      | 6 228                                                | 6 228                                                |
| 1985                                                 | 1985                                                 |                                                      | 6 042                                                | 6 042                                                |
| 1990                                                 | 1990                                                 |                                                      | 5 991                                                | 5 991                                                |
| 1995                                                 | 1995                                                 |                                                      | 5 900                                                | 5 900                                                |
| 2000                                                 | 2000                                                 |                                                      | 5 688                                                | 5 688                                                |
| 2005                                                 | 2005                                                 |                                                      | 5 516                                                | 5 516                                                |
| 2010                                                 | 2010                                                 |                                                      | 5 284                                                | 5 284                                                |
| Джерело: SCB                                         |                                                      |                                                      |                                                      |                                                      |

## Населені пункти
Комуні підпорядковано 2 міські поселення (tätort) та низка сільських, більші з яких:
- Едесгег (Ödeshög)
- Гестгольмен (Hästholmen)
- Трегерна (Trehörna)
- Геда (Heda)

## Галерея

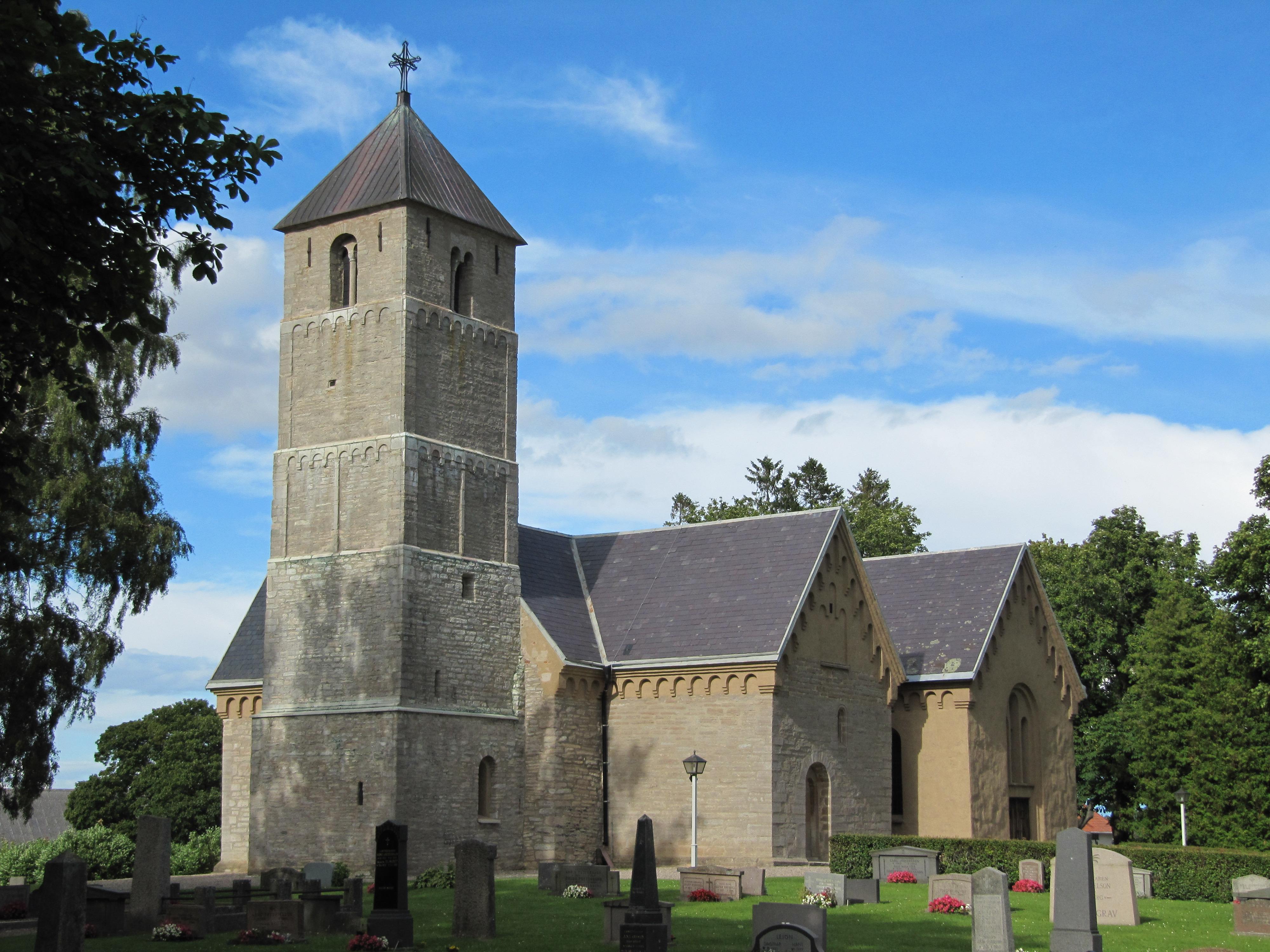
Церква (Геда)
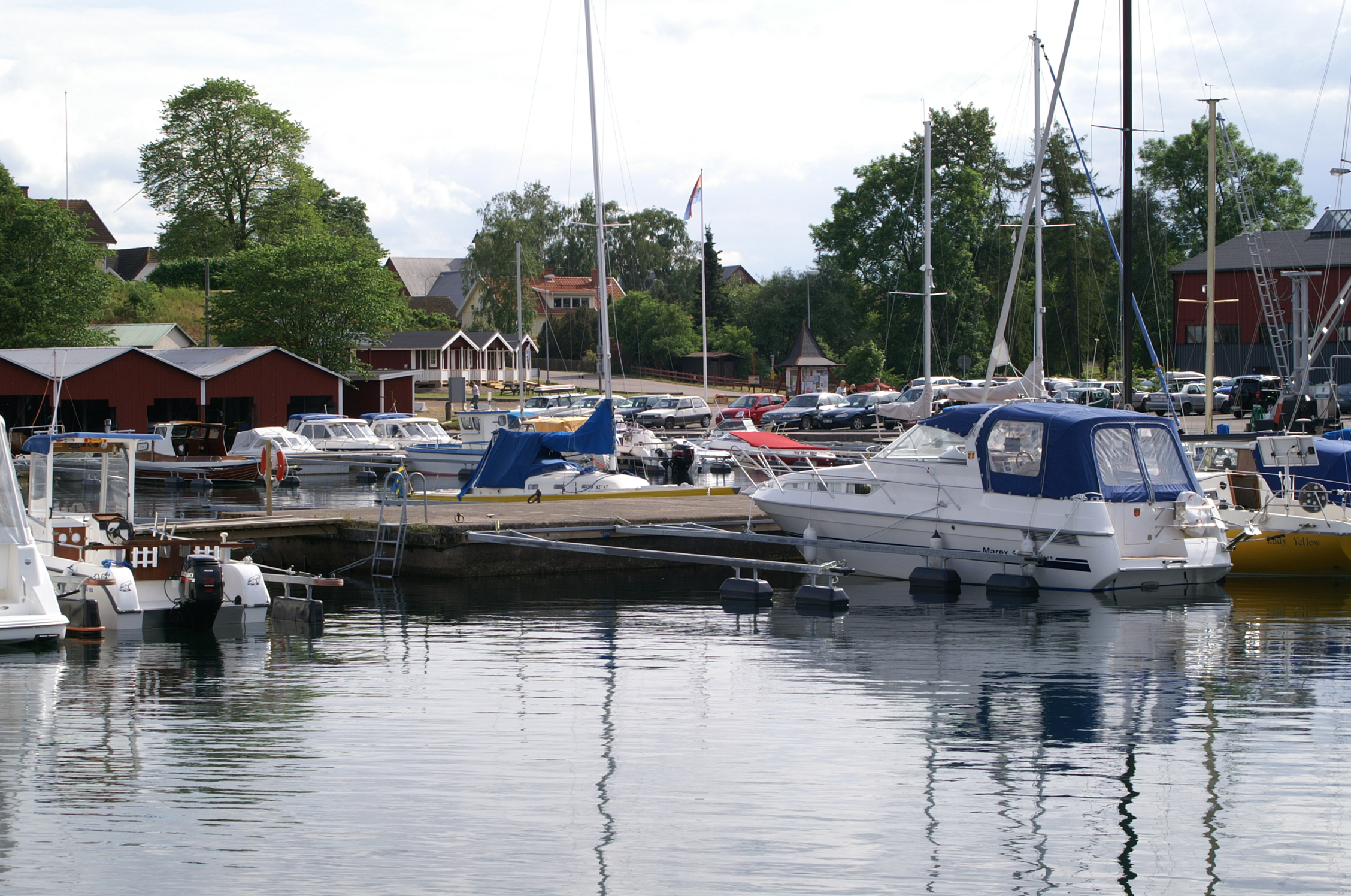
Містечко Гестгольмен
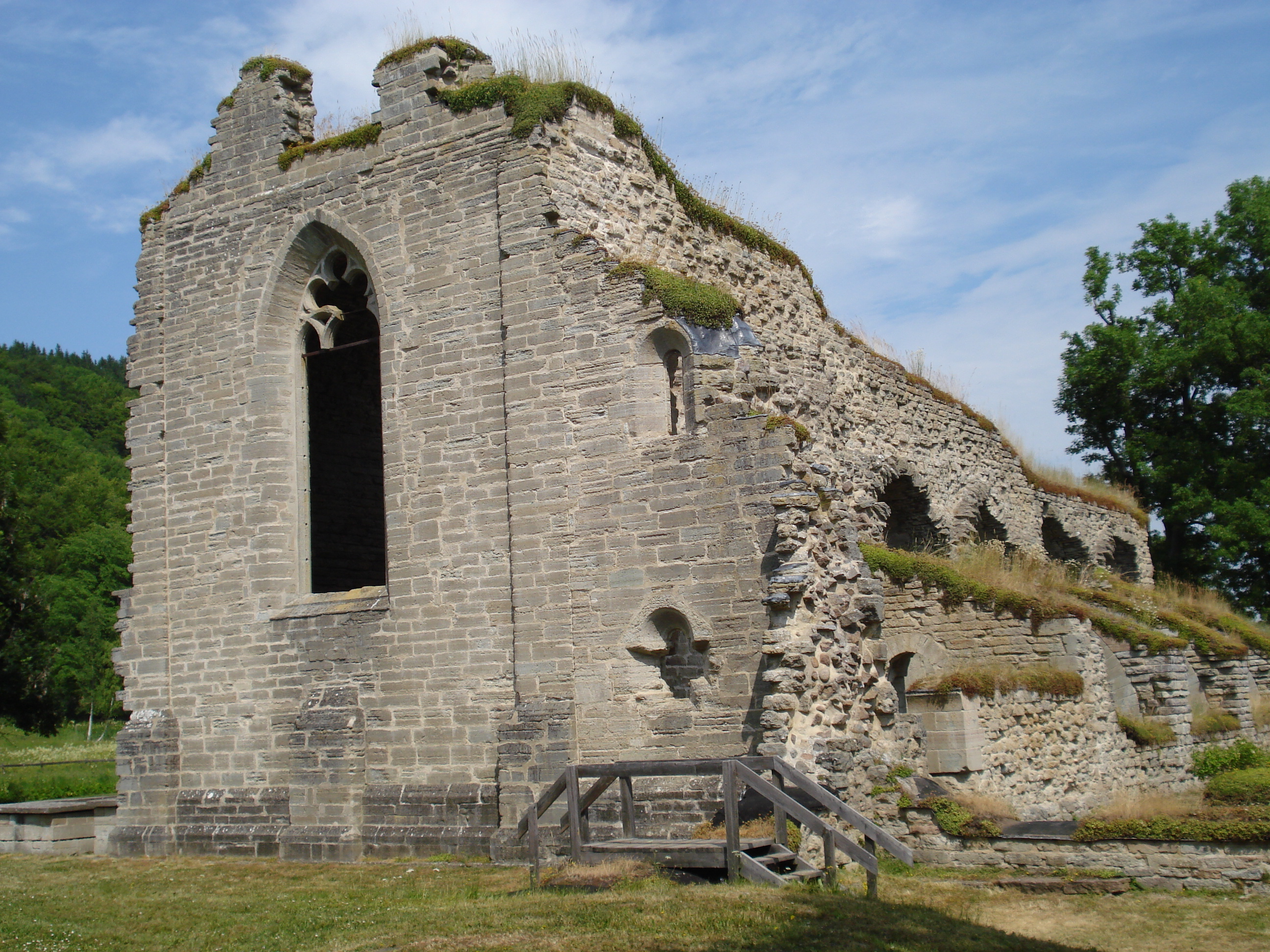
Руїни монастиря Альвастра

## Виноски
1. ↑  Andersson P. Sveriges kommunindelning 1863-1993 — Mjölby: Draking, 1993. — 132 с. — ISBN 978-91-87784-05-7
2. ↑  Folkmangd i riket, lan och kommuner (шв.) . Центральне бюро статистики Швеції. Архів оригіналу за 20 серпня 2013. Процитовано 16 лютого 2013.